# The Man Who Woke Up (film fra 1918)
The Man Who Woke Up er en amerikansk stumfilm fra 1918 af James McLaughlin.

## Medvirkende
- William V. Mong - William Oglesby
- Pauline Starke - Edith Oglesby
- George Hernandez - Thomas Foster
- Estelle Evans - Sylvia Oglesby
- Darrell Foss